# The Million Dollar Duck
The Million Dollar Duck o The $1,000,000 Duck (Millonarios por una pata versión subtitulada en Hispanoamérica) es una película de 1971 producida por la empresa de Walt Disney comedy film dirigida por Vincent McEveety, y protagonizada Dean Jones, Sandy Duncan y Joe Flynn. La película se dividió en dos partes en su versión para la televisión (La gansa de los huevos de oro versión doblada en Hispanoamérica).

## Trama
Un famoso científico somete a radiación a una pata y la obsequia a su hijo para que la tenga como mascota suya, pero grande sería la sorpresa del chico al descubrir que el ave pone huevos de oro tras escuchar los ladridos de un perro. Son descubiertos por un vecino envidioso que pretende apoderarse del animal en su propio provecho, sin embargo el gusto le durará poco.